# Показники якості вугілля
Якість вугілля і продуктів збагачення визначається його фізичними та хімічними властивостями, зокрема виходом летких речовин, питомою теплотою згоряння, вологістю, зольністю і вмістом сірки.
- Вихід летких речовин є однією з класифікаційних ознак марки вугілля і характеристикою його технологічної придатності. Для коксівного вугілля він визначає вихід коксу і хімічних продуктів коксування, для енергетичного — є характеристикою реакційної здатності і займистості палива. Вихід летких речовин залежить від виду органічного матеріалу і стадії метаморфізму. Так для торфу вихід летких речовин становить близько 70 % , для бурого вугілля — до 50 % , для кам'яного вугілля — 50–8 % , для антрацитів — 9–2 %.
- Питома теплота згоряння — кількість тепла, що виділяється при повному згорянні 1 кг палива. Це найважливіший показник характеристики палива. Питома теплота згоряння кам'яного вугілля Донбасу становить 30,5–36,8 МДж/кг.
- Вологість вугілля шкідливо впливає на процес коксування, вона знижує вихід коксу і продуктивність коксових печей, сприяє їх руйнуванню, погіршує умови роботи хімічних цехів. Вологість коксівного вугілля і вугільних концентратів повинна бути не більше 8–10 %. Підвищення вологості вугілля на 1 % знижує його ціну на 1,5 %.
- Зольність вугілля для коксування не повинна перевищувати 8 %. Збільшення зольності коксу на 1 % тягне за собою його перевитрати на виплавку чавуну в доменній печі на 2,5 % і зниження продуктивності печі на 4 %. В енергетичному вугіллі підвищена зольність обумовлює зниження теплоти згоряння. Вугілля, що використовується для виробництва синтетичного бензину, повинно мати зольність не більше 5–6 % при вологі 2 %; для виготовлення електродів потрібне вугілля з зольністю, що не перевищує 2–3 %. Підвищення зольності вугілля на 1 % знижує його ціну на 2,5 %.
- Сірка, що міститься в вугіллі майже повністю переходить у кокс і потім у метал. Сірка робить метал червоноламким і нековким, підвищує його схильність до корозії. Збільшення вмісту сірки в коксі на 1 % підвищує його витрати на 17 %, при цьому продуктивність доменної печі знижується на 16 %.

В результаті збагачення вугілля його зольність, сірчистість і вологість можуть буті значно знижені і доведені до кондицій, що задовольняють відповідних споживачів.